# Antiblemma acron
Antiblemma acron là một loài bướm đêm trong họ Erebidae.